# Lauritz Sørensen (trompetist)
 Der er flere personer med dette navn, se Lauritz Sørensen.
Søren Lauritz Sørensen (11. januar 1874 – 11. februar 1937) var en dansk trompetist og kgl. kapelmusikus.
Lauritz Sørensen var uddannet hos Den Kongelige Livgardes musikdirektør, J.F. Vater (kaldet "Gardens Vater") og blev atten år gammel medlem af 1. Regiments Musikkorps. 1908 blev han optaget i Det Kongelige Kapel, hvor han efter Thorvald Hansens død i 1915 avancerede til solotrompetistpladsen. I 1920 blev Sørensen den første trompetlærer på Det Kgl. Danske Musikkonservatorium, hvilket han var til udgangen af 1936.